# Imamzadeh Chah Zeyd
Imamzadeh Chah Zeyd est un imamzadeh à Ispahan, en Iran. Il date du début des séfévides. Il est connu pour ses peintures murales.